# Tengo un amor
«Tengo un amor» es el primer sencillo del cantautor puertorriqueño-estadounidense Toby Love de su primer álbum homónimo que fue lanzado el 6 de noviembre de 2006 por Sony BMG Note. Una versión mezclada con R.K.M. & Ken-Y también fue grabada e incluida en el álbum. Después de su separación del grupo de bachata Aventura en 2006, Toby Love emprendió su carrera como solista al grabar su primer álbum. La canción se convirtió en un éxito en el mercado latino, alcanzando el número uno en la lista Billboard Latin Rhythm Airplay, ingresó en los primeros cinco puestos del Billboard Hot Latin Tracks y Billboard Latin Tropical Airplay, mientras obtuvo la posición 100 en el Billboard Hot 100 en los Estados Unidos.

## Antecedentes
Toby Love nació y se crio en el Bronx, Nueva York de padres puertorriqueños. Toby exclamó que se enamoró del género de la bachata, después de ser expuesto a ella siendo un niño. Explicó que su madre siempre había escuchado ese tipo de música.  Su madre se había vuelto a casar con un dominicano y el Amor se levantó alrededor de las dos culturas.  Él indicó que es un gran fan del R&B y le resultó fácil incorporarlo en su música.
Después de pasar seis años con el grupo de bachata Aventura, apareciendo por primera vez en el álbum Generation Next a la edad 16, Love se embarcó en su carrera como solista. Él se unió a Aventura mientras estaba en un grupo de merengue cuando era adolescente. Viviendo en el mismo barrio del grupo, hizo una estrecha amistad con el miembro Max "Mikey" Santos, quien más tarde le preguntó a Love si quería unirse a la banda.

## Composición
«Tengo un amor» fue escrita por Anthony López con la composición adicional de Wise, quien también manejó la producción de la canción. La canción fue escrita con letras de Spanglish combinando crunk hip hop con bachata. David Jefferies, mientras revisaba el álbum principal, llamó a la canción una «balada increíblemente suave, exuberante, y brillante», además seleccionó a la canción en su lista «Allmusic Pick». Love más tarde dijo que «Tengo un amor» le «abrió las puertas» para todo su éxito futuro.
Sus músicos influyentes incluyen Michael Jackson, Lauryn Hill, Juan Luis Guerra y Héctor Lavoe, que ayudó a combinar la mezcla de R&B y bachata que se encuentra «Tengo Un Amor». Según Billboard, la versión original de la canción es una «sencilla canción de bachata», mientras el remix con R.K.M. & Ken-Y, entonces conocidos como Rakim & Ken-Y proporciona «familiaridad con la cultura urbana». La remezcla también cuenta con un verso de R.K.M. donde rapea a un ritmo de bachata fusionada con reguetón, o bachatón.

## Lanzamiento y rendimiento en las listas
«Tengo Un Amor» fue lanzado digitalmente el 6 de noviembre de 2006 por Sony BMG Norte. Después alcanzó el número tres en el Billboard Bubbling Under Hot 100, la canción debutó y alcanzó el puesto 100 en el Billboard Hot 100 para la semana del 18 de noviembre de 2006. En la lista del Billboard Hot Latin Tracks, la canción debutó en la semana publicada el 5 de agosto de 2006 y logró el número dos para la semana del 11 de noviembre de 2006. Esto dio a R.K.M. & Ken-Y su tercer sencillo en el Top 10 «Down» y «Me matas». En la lista del Billboard Latin Tropical Airplay, la canción debutó en la semana del 19 de agosto de 2006 y alcanzó el puesto número tres para la semana del 11 de noviembre de 2006. En la lista del Billboard Latin Pop Airplay, la canción debutó en la semana del 7 de octubre de 2006 y alcanzó el puesto 25 para la semana del 28 de octubre de 2006. En Los Ángeles, la canción se convirtió en uno de los cinco temas más solicitados en el Rhythmic Top 40 KXOL (96.3), el vicepresidente llamó a la canción un «éxito» mientras citaba su éxito alcanzado como una aceptación a la audiencia hispana y sus gustos urbanos.
«Tengo Un Amor» recibió tres nominaciones a los Premios Billboard de la música latina de 2007, para «Mejor dúo vocal o Colaboración», «Canción tropical del año» y «Mejor versión remix para un Dúo o Grupo», mientras ganó el premio a «Canción tropical del año», en la categoría de nuevo artista. El álbum Toby Love también fue premiado a «Mejor álbum de Rap/Hip-Hop». La canción ganó un premio ASCAP a la «Mejor canción Urbana del año» de la American Society of Composers, Authors and Publishers. Según Jon Caramanica de New York Times, «Tengo un amor» es el «mayor éxito» del amor.

## Listas

### Listas semanales
| Lista (2006)                          | Posición |
| ------------------------------------- | -------- |
| US Billboard Hot 100                  | 100      |
| US Bubbling Under Hot 100 (Billboard) | 3        |
| US Radio Songs (Billboard)            | 69       |
| US Latin Songs (Billboard)            | 2        |
| US Latin Tropical Airplay (Billboard) | 3        |
| US Latin Rhythm Airplay (Billboard)   | 1        |
| US Latin Pop Airplay (Billboard)      | 25       |

### Listas de fin de año
| Lista (2006)                      | Posición |
| --------------------------------- | -------- |
| US Latin Songs (Billboard)        | 16       |
| US Latin Rhythm Songs (Billboard) | 16       |
| US Tropical Songs (Billboard)     | 15       |
| Lista (2007)                      | Posición |
| US Latin Rhythm Songs (Billboard) | 34       |